# سفارة قبرص في روسيا
سفارة قبرص في روسيا هي أرفع تمثيل دبلوماسي لدولة قبرص لدى روسيا. تقع السفارة في موسكو وهي تهدف لتعزيز المصالح القبرصية في روسيا.

## وصلات خارجية
- قائمة سفارات قبرص
- قائمة السفارات في روسيا